# Oberbodnitz
Oberbodnitz là một đô thị thuộc huyện Saale-Holzland, trong bang Thüringen, Đức. Đô thị Oberbodnitz có diện tích 6,51 km².